# Gösta Rehn
Lars Gösta Rehn, född 14 februari 1913 i Lilla Malma, Södermanlands län, död 1 december 1996 i Djursholm, Danderyds församling, Stockholms län, var en svensk nationalekonom och professor vid Institutet för social forskning vid Stockholms universitet.

## Biografi
Gösta Rehn läste samtidigt vid Socialinstitutet och vid Stockholms högskola 1933–1936. Efter examen från Socialinstitutet fortsatte han studierna vid högskolan. 1940 deltog han som frivillig i Finska vinterkriget. I slutet av 1930-talet började han arbeta på deltid för Landsorganisationen (LO) som ekonom vid forskningsavdelningen för att 1943 bli heltidsanställd.
1952–1958 arbetade han med arbetsmarknadspolitiska frågor för två kommittéer på regeringsnivå. Delar av detta arbete redovisades som en licentiatavhandling i ekonomi. 1959–1962 var Rehn anställd vid Finansdepartementet som ansvarig för regeringens ekonomiska prognoser samt analyser av effekter av finanspolitiken. 1962 blev han chef för Avdelningen för arbete och sociala frågor vid OECD i Paris. 1973–1979 var han föreståndare för Institutet för social forskning vid Stockholms universitet, där han föreläste och forskade även efter sin pensionering. 1979–1980 var han gästforskare vid University of California i Berkeley, USA.

## Rehn-Meidner-modellen
Tillsammans med Rudolf Meidner utvecklade Rehn den så kallade Rehn–Meidner-modellen för full sysselsättning och låg inflation. Rehn och Meidner var även upphovsmän till den solidariska lönepolitiken, det vill säga den lönepolitiska modell som drevs av LO från 1950-talets början till slutet av 1980-talet, och som var ett av fundamenten för den svenska modellen på arbetsmarknaden.

## Utmärkelser
- Ekonomie hedersdoktor vid Handelshögskolan i Stockholm (ekon. dr. h.c.) 1971